# Neuropatia perifèrica de fibres petites
La neuropatia perifèrica de fibres petites és un tipus de neuropatia perifèrica que es produeix per danys a les petites fibres nervioses perifèriques no mielíniques i mielíniques. Aquestes fibres, categoritzades com a fibres C i petites fibres Aδ, estan presents a la pell, els nervis perifèrics i els òrgans. La funció d'aquests nervis és innervar la pell (fibres somàtiques) i ajudar a controlar la funció autònoma (fibres autònomes).